# Little Red Record
Albums de Matching Mole
Matching Mole
(1972)
Little Red Record est le second et dernier album du groupe de rock Matching Mole, sorti en 1972.
Dave Sinclair est ici remplacé aux claviers par Dave McRae. Robert Wyatt est plus en retrait sur ce disque que sur Matching Mole, comme en témoignent les crédits de composition.

## Titres

### Face 1
1. Starting in the Middle of the Day We Can Drink Our Politics Away (MacRae, Wyatt) – 2:31
2. Marchides (MacRae) – 8:25
3. Nan True's Hole (Miller) – 3:37
4. Righteous Rhumba (Miller) – 2:50
5. Brandy as in Benji (MacRae) – 4:24

### Face 2
1. Gloria Gloom (MacCormick, Wyatt) – 8:05
2. God Song (Miller, Wyatt) – 2:59
3. Flora Fidgit (MacCormick) – 3:27
4. Smoke Signal (MacRae) – 6:38

## Musiciens
- Robert Wyatt : batterie, chant
- Bill MacCormick : basse
- Dave MacRae : piano, orgue, synthétiseur, piano électrique
- Phil Miller : guitares

- Brian Eno : synthétiseur sur Gloria Gloom